# Mark Nichols
Mark Nichols, född den 1 januari 1980 i Labrador City, Kanada, är en kanadensisk curlingspelare.
Han tog OS-guld i herrarnas curlingturnering i samband med de olympiska curlingtävlingarna 2006 i Turin.